# سیستانک
سیستانک یا سیستونک روستایی در دهستان افین بخش زهان شهرستان زیرکوه استان خراسان جنوبی ایران است. بر پایه سرشماری عمومی نفوس و مسکن در سال ۱۳۹۰ جمعیت این روستا ۵۳ نفر (در ۲۴ خانوار) بوده است.